# Czerwone Gitary (2)
Czerwone Gitary 2 – album zespołu Czerwone Gitary wydany w 1967 roku nakładem wydawnictwa Muza.

## Lista utworów

### Strona 1
| 1. | „Wędrowne gitary” (S.Krajewski, K.Winkler)               | 2:24  |
|    |                                                          |       |
| 2. | „Cztery pory roku” (S.Krajewski, K.Winkler, K.Dzikowski) | 2:48  |
|    |                                                          |       |
| 3. | „Gdy ktoś kogoś pokocha” (J.Skrzypczyk, J.Kossela)       | 3:13  |
|    |                                                          |       |
| 4. | „Nikt na świecie nie wie” (K.Klenczon, T.Krystyn)        | 2:42  |
|    |                                                          |       |
| 5. | „Przed pierwszym balem” (S.Krajewski, M.Gaszyński)       | 2:28  |
|    |                                                          |       |
| 6. | „Co za dziewczyna” (S.Krajewski, K.Winkler, K.Dzikowski) | 4:11  |
|    |                                                          |       |
|    |                                                          | 17:46 |
|    |                                                          |       |

### Strona 2
| 1. | „Stracić kogoś” (S.Krajewski, M.Gaszyński)                             | 2:59  |
|    |                                                                        |       |
| 2. | „Przestań wodzić mnie za nos” (S.Krajewski, K.Winkler, K.Dzikowski)    | 1:56  |
|    |                                                                        |       |
| 3. | „Ktoś, kogo nie znasz” (S.Krajewski, K.Dzikowski)                      | 3:06  |
|    |                                                                        |       |
| 4. | „Nikt nam nie weźmie młodości” (K.Klenczon, M.Gaszyński)               | 2:41  |
|    |                                                                        |       |
| 5. | „Szukam tamtej wiosny” (K.Klenczon, M.Gaszyński)                       | 2:27  |
|    |                                                                        |       |
| 6. | „Jestem malarzem nieszczęśliwym” (S.Krajewski, K.Winkler, K.Dzikowski) | 2:06  |
|    |                                                                        |       |
| 7. | „Z obłoków na ziemię” (K.Klenczon, M.Gaszyński)                        | 2:14  |
|    |                                                                        |       |
|    |                                                                        | 17:29 |
|    |                                                                        |       |

## Twórcy
- Krzysztof Klenczon - śpiew, gitara
- Seweryn Krajewski - śpiew, gitara basowa, organy
- Bernard Dornowski - śpiew, gitara
- Jerzy Skrzypczyk - śpiew, perkusja
- Jerzy Kosela - śpiew, gitara

### Personel
- Janusz Urbański - reżyser nagrania
- Krystyna Urbańska - operator dźwięku
- Stanisław Żakowski - projekt graficzny
- Stefan Kraszewski - foto